# Det var en annan historia
Det var en annan historia är en svensk TV-film som visades 1959 inom ramen för TV-teatern. Som förlaga fanns en pjäs av Arthur Watkin och som omarbetats till filmmanus av Lars Hansson, Jan Molander. Molander var även regissör.

## Rollista
- Sigge Fürst – Andrew Bennett
- Aino Taube – Sylvia Bennett
- Claes-Håkan Westergren – Michael, Andrews och Sylvias son
- Jan Malmsjö – Timothy Gregg
- Erik "Bullen" Berglund – Malcolm
- Curt Masreliez – Pedro Juarez
- Torsten Lilliecrona – Barstow
- Hans Strååt – Dr. Locke

### Fotnoter
1. ↑  ”Det var en annan historia”. IMDb.com. http://www.imdb.com/title/tt0164536/?ref_=fn_al_tt_1. Läst 14 mars 2013.